# In the Studio
In the Studio är det tredje studioalbumet av det brittiska ska revival-bandet The Specials. Det släpptes under namnet "The Special AKA" i juni 1984 av skivbolaget 2 Tone Records. Albumet tog över två år att producera innan det äntligen kunde utges, då det ursprungliga The Specials hade upplösts för länge sedan. Det var inte lika kommersiellt framgångsrikt som deras tidigare två album, även om låten "(Free) Nelson Mandela" blev en internationell hitsingel.

## Låtlista
1. "Bright Lights" (John Bradbury/Stan Campbell/Dick Cuthell/Jerry Dammers) – 4:11
2. "The Lonely Crowd" (Campbell/Dammers/John Shipley) – 3:52
3. "What I Like Most About You Is Your Girlfriend" – 4:50
4. "Housebound" – 4:13
5. "Night on the Tiles" (Dammers/Shipley) – 3:04
6. "(Free) Nelson Mandela" – 4:07
7. "War Crimes" – 6:13
8. "Racist Friend" (Bradbury/Cuthell/Dammers) – 3:49
9. "Alcohol" – 5:01
10. "Break Down the Door" (Bradbury/Cuthell/Dammers) – 3:36

- Alla låtar skrivna av Jerry Dammers där inget annat anges.

## Medverkande
The Special AKA
- Stan Campbell – sång
- Rhoda Dakar – sång
- Jerry Dammers – orgel, piano, sång (på "What I like Most About You Is Your Girlfriend")
- Gary McManus – basgitarr
- John Shipley – sologitarr
- John Bradbury – trummor

Bidragande musiker
- Rico Rodriguez – trombon
- Dick Cuthell – flygelhorn, kornett
- Claudia Fontaine – bakgrundssång
- Edgio Newton – sång, percussion
- Horace Panter – basgitarr (på "What I Like Most About You Is Your Girlfriend", "War Crimes" och "Alcohol")
- Roddy Radiation – sologitarr (på "Racist Friend")
- Lynval Golding – bakgrundssång på ("Night On The Tiles")
- Nigel Reeve – saxofon
- Caron Wheeler – bakgrundssång

Produktion
- Dick Cuthell, Elvis Costello, Jerry Dammers – musikproducent
- Alvin Clarke, Colin Fairleigh, Dick Cuthell, Jeremy Green, Mark Freegard, Teri Reed – ljudtekniker
- Johnny Rivers, Steve Churchyard – ljudtekniker (slagverk)
- Tim Young – mastering
- Nigel Reeve, Noel Summerville – remastering
- David Storey – omslagsdesign